# IC 169
IC 169 је спирална галаксија у сазвјежђу Кит која се налази на листи објеката дубоког неба у Индекс каталогу.
Деклинација објекта је - 12° 40' 45" а ректасцензија 1h 50m 39,3s. Привидна величина (магнитуда) објекта IC 169 износи 15,3 а фотографска магнитуда 16,1. IC 169 је још познат и под ознакама NPM1G -12.0076, PGC 949241.